# Phantasmagoria (computerspel)
Phantasmagoria is een interactieve point-and-click adventurefilm met psychologische horror ontwikkeld door Sierra On-Line in 1995. Het spel kwam oorspronkelijk uit voor PC. In 1996 kwam het spel in Japan uit voor Sega Saturn.
Het spel maakt gebruik van FMV-film waarbij de speler het personage Adrienne Delaney, gespeeld door actrice Victoria Morsell, bestuurt. Omwille van de grote hoeveelheid aan videomateriaal stond het spel op zeven cd-roms voor de PC-versie en acht voor Sega Saturn. Een bijkomende reden was dat heel wat data herhaald werd op meerdere cd's zodat de speler deze niet constant moest wisselen.

## Verhaal
Het verhaal gaat over schrijfster Adrienne Delaney en haar man Donald Gordon. Zij zijn net verhuisd naar hun nieuwe woning: een afgelegen herenhuis dat ooit eigendom was van de 19de-eeuwse magiër Zoltan "Carno" Carnovasch. Adrienne hoopt dat ze door deze verhuis inspiratie krijgt voor haar volgende roman. Don, een professioneel fotograaf, wil een van de kamers ombouwen tot een doka. Adrienne krijgt in het nieuwe huis al onmiddellijk nachtmerries, hoort vreemde muziek en krijgt waarschuwende boodschappen van de toekomstvoorspelmachine die in de inkomhal staat. Wat de nieuwe eigenaars niet weten, is dat Carno aan zwarte magie deed. Hij riep ooit een kwaadaardige demon op die hem in zijn bezit nam.
Tijdens verdere verkenning van het huis blijken er nog twee verstekelingen te wonen: zwerfster Harriet en haar zoon Cyriel die een mentale achterstand heeft. Adrienne wil dat zij vertrekken, maar komt op haar beslissing terug. Daardoor wordt Harriet aangenomen als meid en Cyriel als klusjesman. Harriet gebruikt Tarot om Adrienne's toekomst te voorspellen, dewelke redelijk onheilspellend is.
Wanneer Adrienne op een dag de kelders van het huis verkent, laat ze ongewild de demon los. Deze neemt onmiddellijk Don in zijn macht. Don wordt meer en meer agressief en verkracht Adrienne. Adrienne gaat op zoek naar de geschiedenis van het huis en leert zo over de dood van Carno's vijf vrouwen en dochter Sofia. Volgens de dorpsbewoners stierven de vrouwen een natuurlijke dood, maar Adrienne komt te weten dat ze in werkelijkheid werden vermoord omwille van hun buitenproportionele gedrag. Hortencia zonderde zich constant van Carno af en woonde in een serre. Zij werd door Carno gestoken met allerhande tuingerief en stikte uiteindelijk in muls. De aan alcohol verslaafde Victoria stierf nadat Carno een gebroken wijnfles door haar linkeroog paalde. De praatgrage Leonora werd gedood in een marteltuig terwijl ze een prop in haar mond had. De eetzieke Regine kreeg een trechter in haar mond en werd zo gedwongen te eten totdat ze stikte.
Zijn laatste vrouw Marie realiseerde dat Carno een moordenaar is. Zij had een geheime relatie met Gaston en beiden beraamden een plan om Carno uit te schakelen. Ze saboteerden zijn meest beroemde en gevaarlijkste ontsnappingstruc. Carno overleefde de aanslag en werd opgenomen in het ziekenhuis. Twee weken later vermoordde Carno zowel Marie als Gaston, waarbij hijzelf ook omkwam. De enige getuige was Malcolm, de assistent van Carno. Malcolm blijkt nog te leven en is ondertussen bijna 110 jaar oud. Hij vertelt Adrienne over de demon en hoe hij kan worden verbannen.
Harriet houdt een seance voor Adrienne. Tot haar verbazing verschijnt effectief de geest van Carno. Carno drukt nogmaals op het feit dat de demon is ontsnapt en er alles aan gedaan moet worden om hem terug te vangen. De demon neemt Don meer en meer in zijn macht: hij vermoordt onder andere de telefooninstallateur, de huiskat en enkele dorpsbewoners.
Harriet en Cyriel besluiten om te vertrekken omdat ze vrezen dat Don hen iets zal aandoen. Adrienne vindt in de donkere kamer bezwarende bewijzen en moet daarop vluchten voor Don. Don heeft ondertussen Harriet vermoord en draagt haar hoofdhuid-met-haar als trofee. Don kan Adrienne overmeesteren en plaatst haar in het foltertuig. 
Toch is zij in staat om Don te doden waardoor de demon vrijkomt. Vervolgens gaat ze de strijd aan met de demon en kan ze deze terugdringen naar zijn dimensie. Op het einde van het spel verlaat Adrienne het herenhuis in een bijna-catatonische toestand

### Dood Adrienne
Adrienne kan enkel sterven in het laatste hoofdstuk vanaf het ogenblik ze de bezwarende bewijzen in de doka vindt. Het spel heeft meerdere oplossingen als einde. Om Don te overmeesteren en de demon te verdrijven, heeft Adrienne een aantal voorwerpen nodig in haar inventaris. Indien zij deze nog niet in haar bezit heeft, moeten deze eerst nog gevonden worden. Tijdens deze zoektocht wordt ze achtervolgd door Don en worden er nog een aantal geheimen en slachtoffers onthuld. Indien Don haar kan overmeesteren en Adrienne niet over het juiste materiaal beschikt, zal haar hoofd in de foltermachine gespleten worden door een grote bijl.

## Ontwikkeling
Het spel werd ontworpen door Roberta Williams. Actrice Victoria Morsell stond vier maanden voor een chromakey om de honderden acties te filmen die de speler kon uitvoeren. Het script van het spel bestond uit 550 pagina's wat vier keer meer is dan dat van een traditionele film. Daarbij kwamen nog 100 pagina's aan storyboards voor de meer dan 800 verschillende sets. De productie vereiste meer dan 200 medewerkers exclusief een gregoriaans koor van 135 zangers om de muziek in te zingen. De laatste scène uit het spel nam een week filmen in beslag.
Het spel was controversieel omdat het nogal gewelddadige scènes bevatte waaronder een verkrachting. In Australië werd het zelfs verboden. Veel winkels weerden het spel uit hun rekken en in veel landen kreeg het spel de rating "+18 jaar". Desondanks was het een van de best verkochte spellen van 1995.
Het spel kwam ook uit voor Sega Saturn, maar enkel in Japan. Deze versie stond op acht cd-roms en werd in het Japans gedubd.

## Titel spel
In het spel is in een krantenartikel te lezen dat Carno's duistere magieshow de naam "Phantasmagoria" droeg.